# Superclassico
Superclassico è un singolo del rapper italiano Ernia, pubblicato il 19 giugno 2020 come primo estratto del suo terzo album in studio Gemelli.

## Descrizione
La canzone racconta la nascita, l'evoluzione e la conclusione della relazione tra Ernia e una sua ex-compagna, con particolare attenzione per il sentimento di gelosia da lui provato. Il titolo, ripreso nel ritornello della canzone, è un esplicito riferimento alla rivalità calcistica tra Boca Juniors e River Plate, il quale derby prende infatti il nome di Superclásico.

## Video musicale
Il videoclip, diretto da Gianluigi Carella, è stato pubblicato il 22 giugno 2020 sul canale YouTube del rapper. Il video vede la partecipazione della modella Valentina Cabassi, fidanzata del rapper.

## Tracce
Testi di Matteo Professione, musiche di Alessandro Pulga e Stefano Tognini.
1. Superclassico – 2:52

## Successo commerciale
Il brano ha raggiunto la vetta della Top Singoli della FIMI nella settimana del 1º ottobre 2020, segnando la prima numero uno di Ernia. In Italia il brano è stato il 45º più trasmesso dalle radio nel 2020.

## Classifiche

### Classifiche settimanali
| Classifica (2020) | Posizione massima |
| ----------------- | ----------------- |
| Italia            | 1                 |

### Classifiche di fine anno
| Classifica (2020) | Posizione |
| ----------------- | --------- |
| Italia            | 4         |
| Classifica (2021) | Posizione |
| Italia            | 31        |

## Versione di Ana Mena
Il 20 gennaio 2023 la cantante spagnola Ana Mena ha pubblicato una versione spagnola del brano, dal titolo Un clásico.

### Classifiche

#### Classifiche settimanali
| Classifica (2023) | Posizione massima |
| ----------------- | ----------------- |
| Spagna            | 53                |

#### Classifiche di fine anno
| Classifica (2023) | Posizione |
| ----------------- | --------- |
| Spagna            | -         |